# コンスタン・トロワイヨン
コンスタン・トロワイヨン（Constant Troyon, 1810年8月28日 - 1865年2月21日）は、フランスのバルビゾン派の画家。

## 生涯
1810年、パリ近郊のセーヴルで生まれた。父ジャン・マリー・ドミニク・トロワイヨン（Jean-Marie-Dominique Troyon）は、磁器の絵付師であった。自身も絵付師として修行を積み、20歳頃まで働いた。21歳になる頃、画家としてフランス国内を旅行し、主に風景画を描いた。8歳年上の画家カミーユ・ロクプランから絵を教わった。1833年、若くしてサロン・ド・パリに入選した。
ロクプランからテオドール・ルソーやジュール・デュプレ、その他のバルビゾン派の画家たちを紹介された。1840年から1847年にかけての彼の作品には、その影響が見られる。しかし、風景画家としてはなかなか大成できなかった。
1846年、トロワイヨンはオランダに旅行し、ハーグでパウルス・ポッテルの『若い牛』を見た。彼は、この作品のほか、アルベルト・カイプの風景画、レンブラント・ファン・レインの名作などを研究するうちに、新たな制作手法に達し、これ以後、彼ならではの個性的な作品が現れるようになる。動物画家としての力量を高め、彼の名声は大陸のみならずイギリスやアメリカ合衆国にも及んだ。
1849年のサロン・ド・パリに入選した後、レジオンドヌール勲章を受章した。ナポレオン3世がパトロンとなり、サロンで5回メダルを受章している。
1865年、パリで亡くなった。結婚はしていない。パリのモンマルトル墓地に埋葬された。

## 作品
トロワイヨンの主要な作品は、1850年から1864年にかけてのものであり、初期の作品はこれに比べて評価が低い。

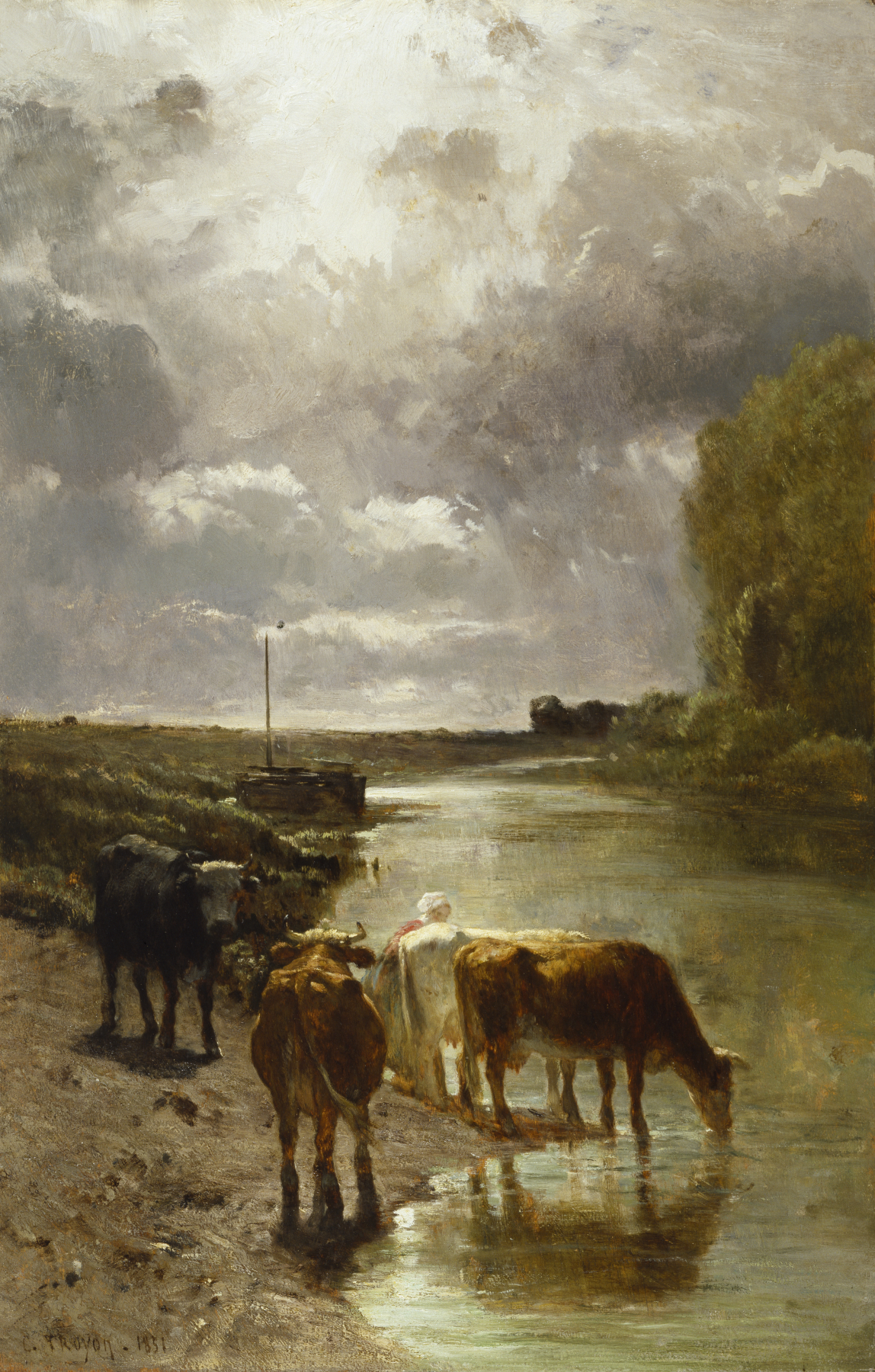
『水を飲む牛』1851年。油彩、オーク板、78.4 × 51.8 cm。ウォルターズ美術館（ボルチモア）。
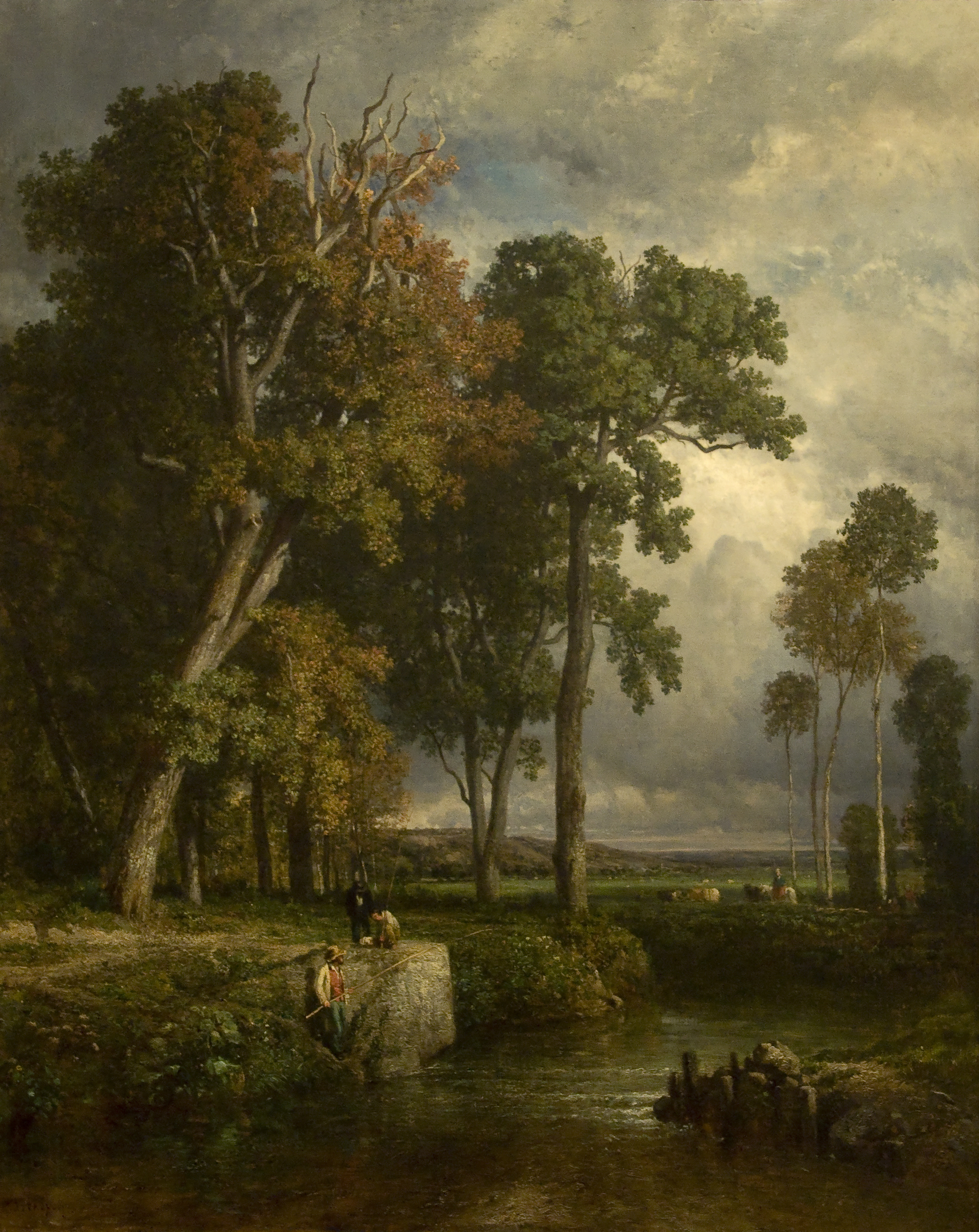
『漁師』油彩、キャンバス。Musée Calouste-Gulbenkian。
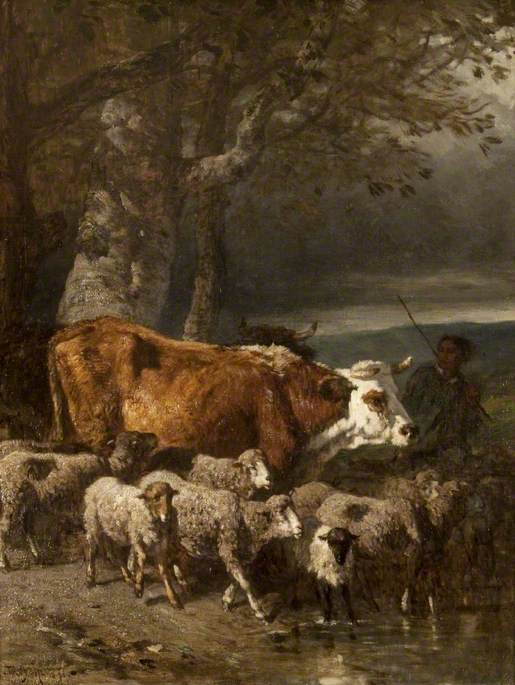
『市場からの帰り』、ケルビングローブ美術館・博物館。
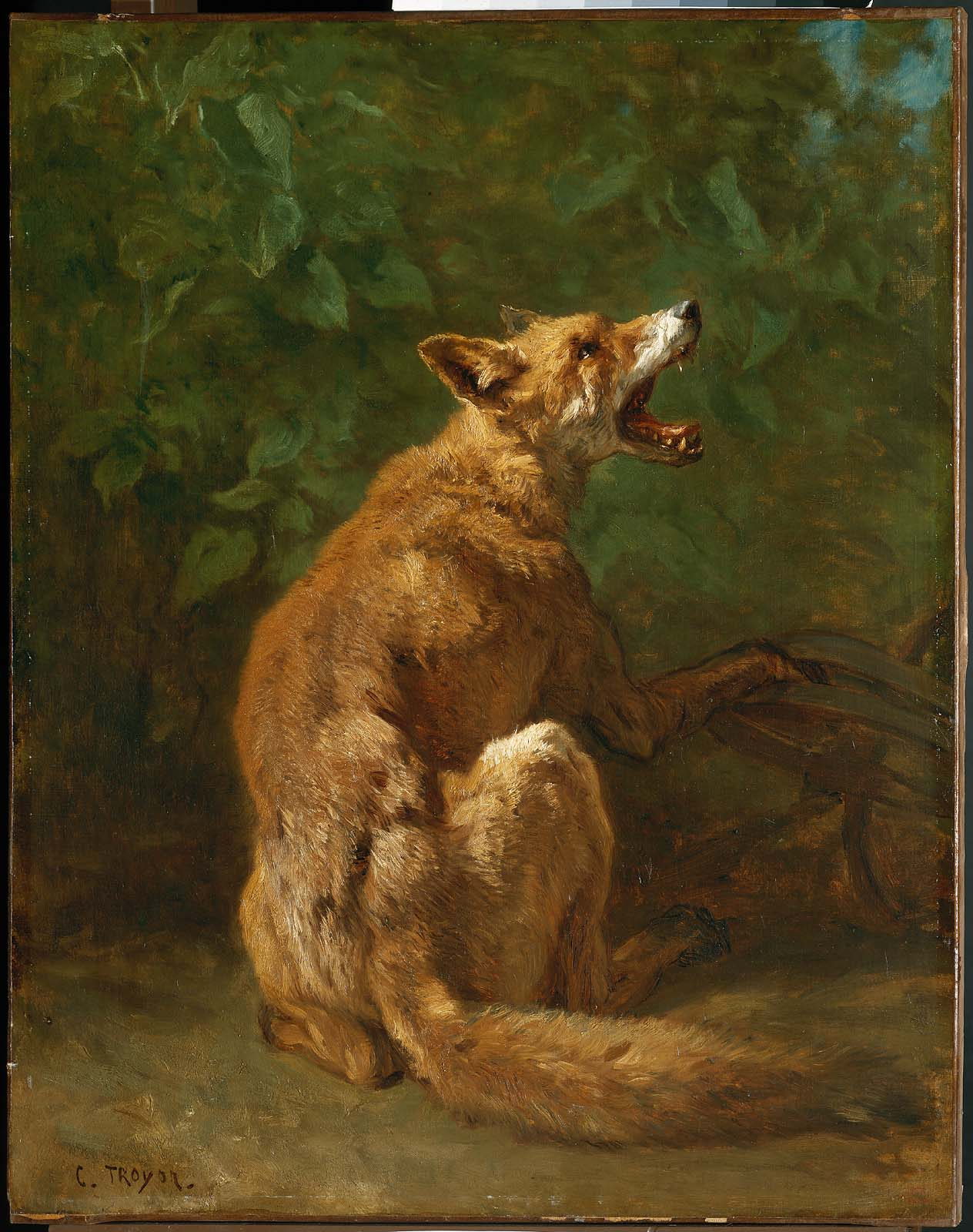
『罠にかかった狐』、ボストン美術館。

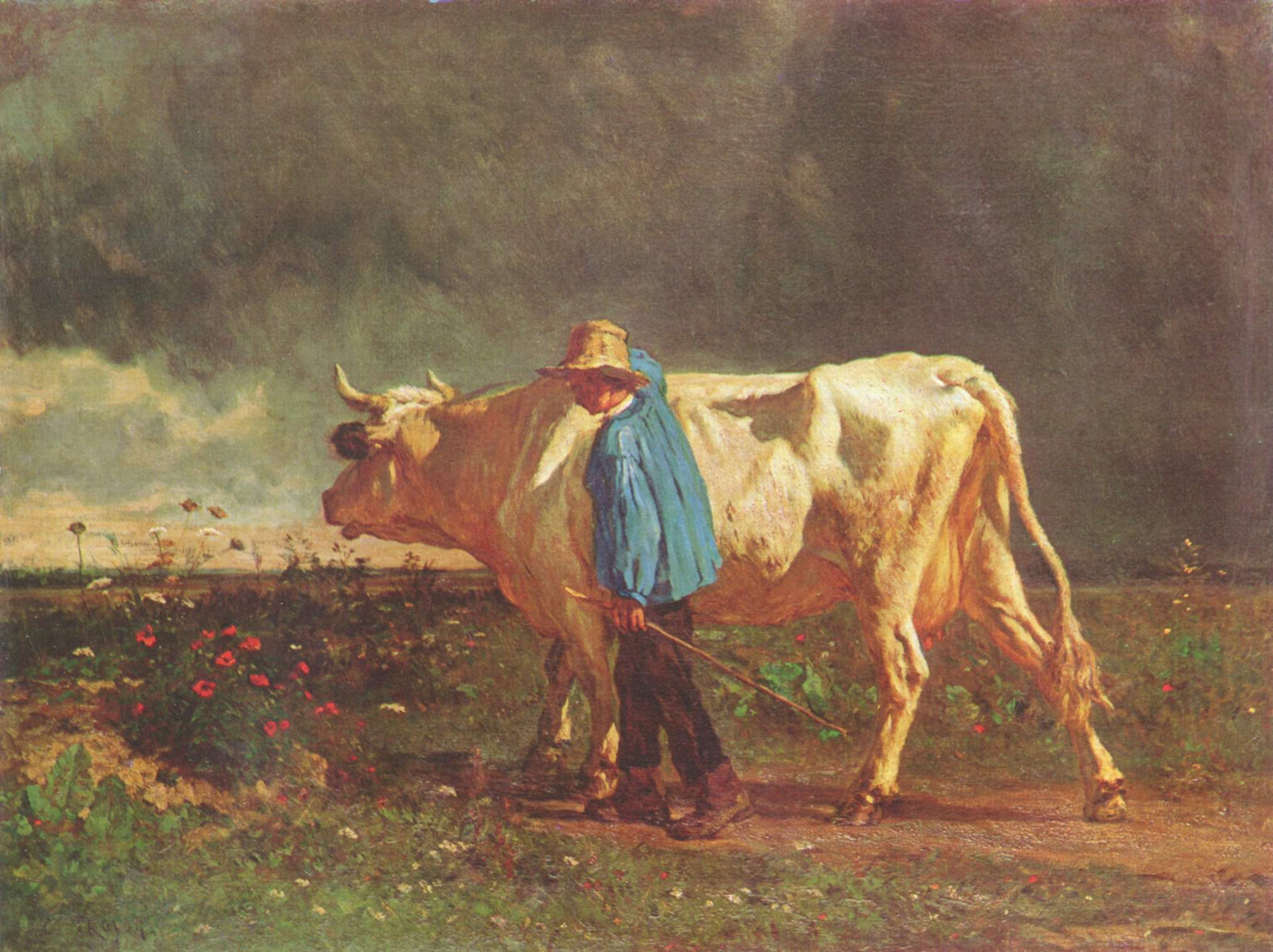
『嵐の前』1860頃。着彩、キャンバス、77 × 103 cm。ブダペスト国立西洋美術館。
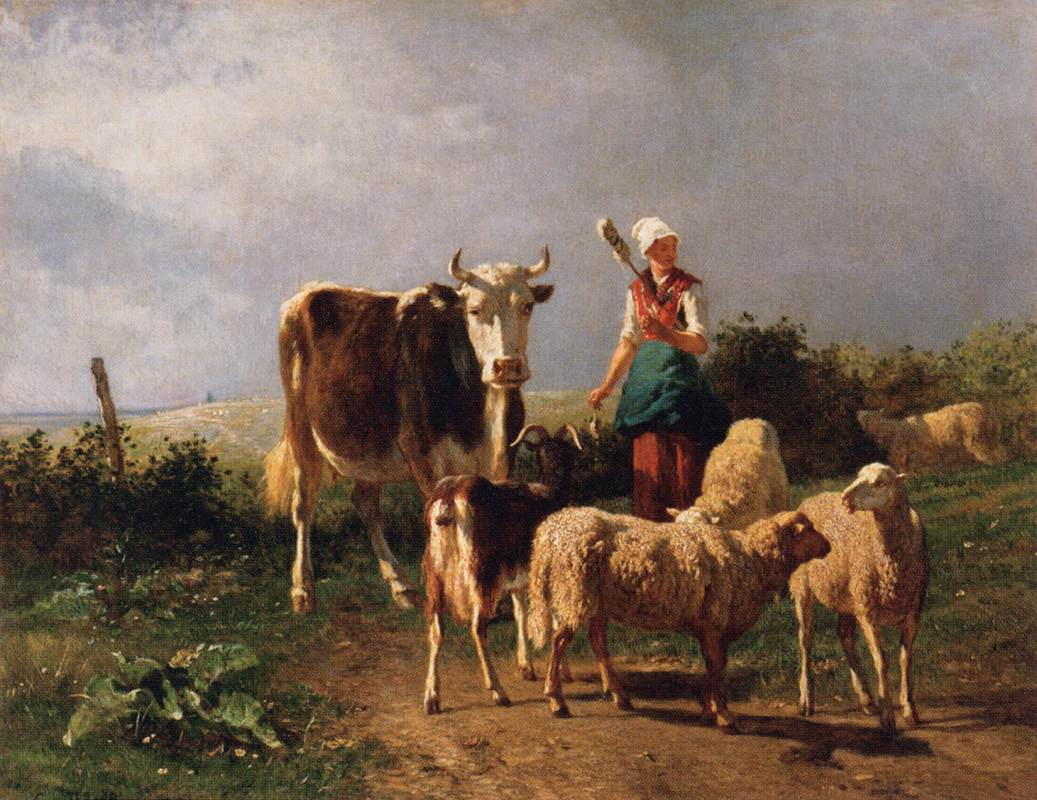
『小さな群れ』油彩、キャンバス、73 × 92 cm。ルーヴル美術館。
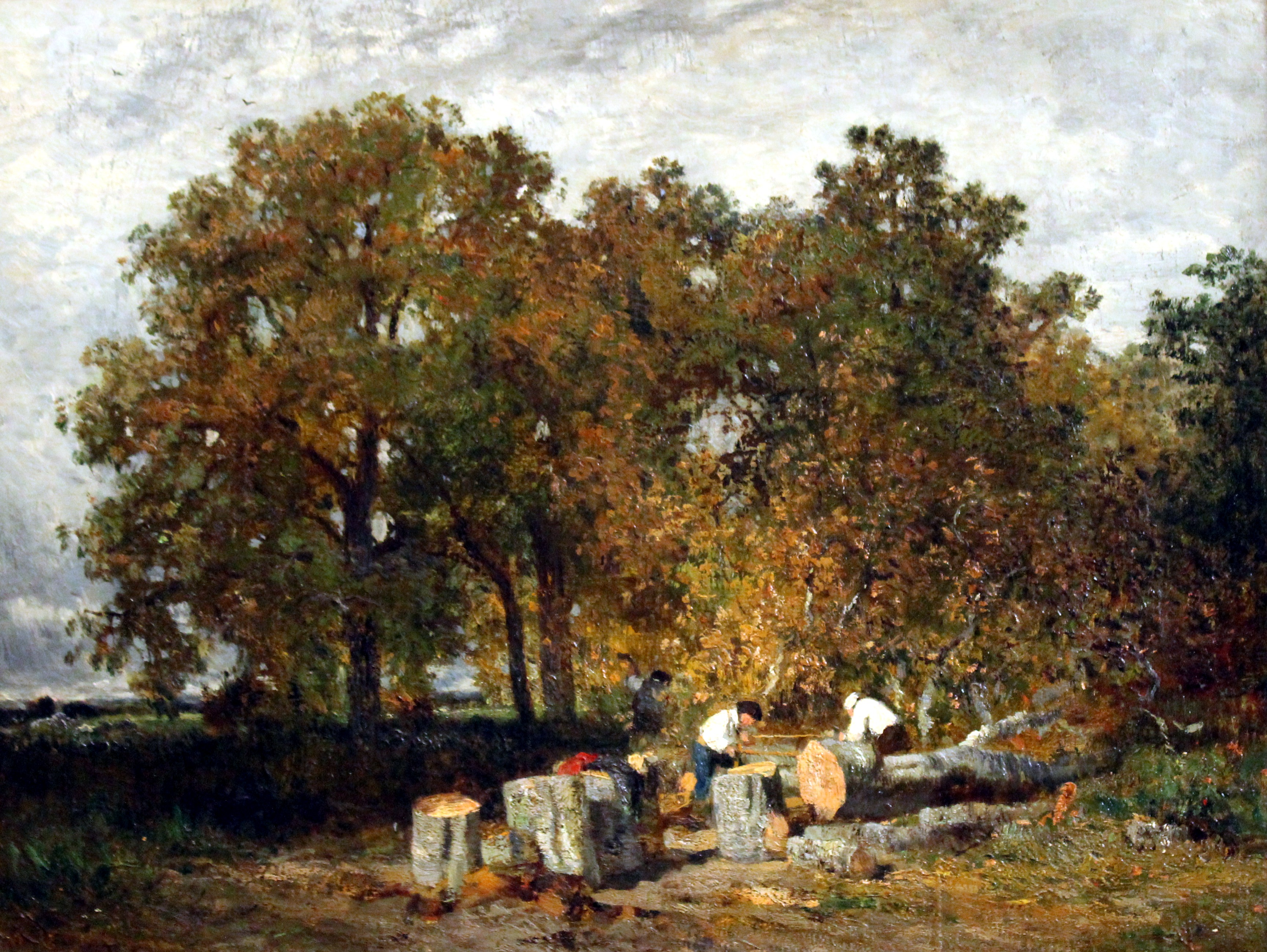
『樵』、旧国立美術館 (ベルリン)。